# Ісіда Та-Хемджерт
Ісіда Та-Хемджерт (XII ст. до н. е.) — давньоєгипетський діяч, Велика царська дружина, Дружина бога Амона.

## Життєпис
Ймовірно, мала частково арамейське походження. На це вказує ім'я її матері — Хемджерт (Хабадджілат або Хебнерджент). Коли саме стала дружиною фараона Рамсеса III — невідомо. Можливо, до того або водночас отримала титул Дружини бога Амона. Після народження сина Амунерхепешефа — майбутнього фараона Рамсеса VI — отримала титул Мати царя. Деякий час вважалося, що Ісіда Та-Хемджерт була також матір'ю Рамсеса IV, але у 2010 році цю версію було спростовано. Також мала доньку Меріамон. Припускають, що її сином міг бути Хаемуасет II, що став верховним жерцем Птаха.
Про шанований статус свідчить велична статуя в храмі Мут в Карнакі, зведена за наказом Рамсеса III. Ісіда Та-Хемджерт була жива ще на початку правління її сина Рамсеса VI. Припускають, що вона могла бути радницею чи сприяти синові зайняти трон.

## Поховання
Мумію знайдено в гробниці QV51 в Долині цариць. Вважається, що зведення цієї гробниці тривала з кінця правління Рамсеса III до початку панування Рамсеса VI. Гробницю цариці було пограбовано наприкінці XX династії.
Гробниця складається з коридору, що закінчується в головній залі з двома бічними камерами. Коридор прикрашають сцени, що зображують Ісіда Та-Хемджерт перед божествами Птахом-Сокаром, Атумом і Осірісом. Зовнішні косяки для основної зали містять тексти про Рамсеса VI. Бічні кімнати прикрашені сценами з різноманітними богинями, зокрема Нейт, Серкет, Ісідою і Нефтідою.
Фрагменти червоного гранітного саркофага наразі знаходяться в Єгипетському музеї в Турині (Італія).